# 暁Records
暁Records（あかつきレコーズ）は、東方projectのアレンジを中心に活動する日本の同人音楽サークルである。

## 略歴
2012年より活動を開始。

2015年12月には、ボーカル担当のStackの兄であるStack Bros.が活動に参加。
2019年1月末に自身が発足したサークル、イノライの活動に集中するため、編曲を担当していたACTRockが脱退した。

## メンバー

### 現メンバー[1]
- ねこ☆まんじゅう　暁Recordsの代表を務めている。
- Stack　ボーカル担当、自身で作詞・編曲を行う事もある。
- Stack Bros.　Stackの兄であり、編曲を担当している。

### 元メンバー
- ACTRock　編曲を担当、2015年に脱退した。

## ディスコグラフィ[2]
- ENDLESS FANTASY　2012年
- LAST DESTINY　2012年
- REAL WORLD -to the beginning 01-　2013年
- NO SIGNAL　2013年
- THE SHOW　2013年
- Lovely Faith -to the beginning 02-　2014年
- 反逆の鐘 -Last Rebellion-　2014年
- 世界の選択 - Freedom Paradise-　2014年
- 二人の結晶-INNOCENCE- -to the beginning 03　2015年
- LOVE EAST- -to the beginning 04　2015年
- Akatsuki Records THE BEST　2015年
- WARNING×WARNING×WARNING -to the beginning 05-　2015年
- 神様Stories-INNOCENT- -to the beginning 06-　2016年
- First Memory/Next Memory　2016年 (Liz Triangleとの合同CD)
- DOWN DOWN DOLL -to the beginning 07-　2016年
- No Way -Gravity-　2016年
- KILLOVE FIREPROOF!　2016年
- GIRLS ALBUM -ONE-　2016年
- アブラカダブラ　2017年
- VERMILION SKY　2017年
- 少女救世論　2017年
- OMEN　2017年
- Sci-Fi ROMANCE TRAVELER　2017年
- LIMITED SINGLES season1　2017年
- 求観樂映録　2017年(DVD)
- Teach, Teach, Teach Me!　2017年
- Metamorphosis　2017年
- コマノエール -全力貢献中!!　2017年
- Two Witches　2018年
- 弾丸RUNNER　2018年
- HELL YEAH!!　2018年
- MONEY MONEY　2018年
- オマケベストなのか～その①　2018年
- 接近遭遇 N.U.E. ～Close Encounters of the N.U.E.～　2018年
- Shout It Out Loud!!!　2018年
- ブラブラブラ！　2018年
- ちまみれダンシンパーリナイ ～きゅっとしてドカーン♥　2018年
- STILL HERE　2018年
- LIMITED SINGLES season 2　2018年
- 威風堂々 ～凛としてニャン　2019年
- 天地上乗有頂天　2019年
- 太陽の花 -Eternal Summer-　2019年
- SATORI-サトリ-　2019年
- KOISHI∞-コイシインフィニティ-　2019年
- HANIPAGANDA　2019年
- Treasure Dowser　2020年
- BloodDark/KARMANATIONS　2020年
- オマケベストなのか～その②　2020年
- アトミカ・トカマク -ATOMICA TOKAMAK-　2020年
- にゃんぷらーみゃ！-NYANG PLAMJA-　2020年
- アンチワンネス　2020年
- VENTEN　2021年
- HELLOHELL　2021年
- Black Mirror on the Wall　2021年
- こ～んさるたん！　2021年
- ヤムヤムヤミー　2022年
- LIMITED SINGLES season3　2022年
- S.A.R.I.E.L. -Request Song Jukebox Vol.01-　2022年
- AKATSUKI　2022年
- あのこがほしい　2022年
- ポップンドリィ　2022年
- B-Sides & Rarities　2022年
- 生生世世　2023年
- KONNGARAGIRL　2023年
- Let's Ghost　2023年
- チュパカぶる？　2023年
- オマケベストなのか～その③　2024年
- Acoustic Versions　2024年
- DRAGONNAP EP　2024年
- Midnight Parade　2024年
- LIMITED SINGLES season4　2024年
- ＊MoshiMoshiMode＊　2025年